# Sudafrica ai Giochi della V Olimpiade
Il Sudafrica partecipò ai Giochi della V Olimpiade che si sono svolti a Stoccolma dal 5 maggio al 27 luglio 1912, con una delegazione di 21 atleti impegnati in sei discipline.